# Cansu Dere
Cansu Dere (Ankara, 14 de outubro de 1980)  é uma atriz, modelo, apresentadora da Turquia.

## Biografia
A mãe de Cansus é da comunidade turca em Salónica Grécia e Izmir Turquia, enquanto o seu pai é da comunidade turca na Bulgária. Após a graduação do departamento de Arqueologia na Universidade de Istambul, Cansu Dere fez sua estréia em ambos, filme e televisão, no início de 2004 com pequenas participações. Entre 2006 e 2008, Cansu Dere interpretou a heroína "Sila" na série de mesmo nome: Sıla ao lado de Mehmet Akif Alakurt, série essa que lhe deu reconhecimento mundial. Em seguida, ela estrelou como "Defne' com Kenan Imirzalıoğlu, no filme "o Último Otomano Yandim Ali". Em 2009, atuou na comédia de humor negro, Acı Aşk. Em 2009/2011, ela interpretou a protagonista 'Eyşan' na série de TV Ezel, uma das séries de maior sucesso na Turquia. Cansu ficou durante muitos anos afastada da televisão, nesse período a atriz estrelou diversas campanhas de marcas mundialmente reconhecidas e viajou por quase todo o mundo. A atriz retornou ás telinhas apenas em 2016 com a série Anne que vem sendo um sucesso por onde passa atingindo excelentes números de audiência. Em 2016 Cansu foi eleita a mulher do ano pela revista GQ. Em 2017 recebeu um troféu de reconhecimento no Butterfly Golden Awards por sua contribuição em levar as séries turcas a nível internacional com Sila e Ezel. Em 2018 interpretou a policial do departamento de homicídios Nevra na série Sahsiyet, série essa feita exclusivamente para a plataforma digital da [ puhutv.]

## Filmografia
| Ano  | Séries/Filmes                 | Papéis               | Gênero        |
| ---- | ----------------------------- | -------------------- | ------------- |
| 2002 | Muhteris Ruhlar               | Duru                 | Série de TV   |
| 2003 | Alacakaranlı                  | Irmak Bozoğlu        | Série de TV   |
| 2004 | Metro Palas                   | Eckes                | Série de TV   |
| 2004 | Avrupa Yakası                 | Convidado Estrelando | Série de TV   |
| 2005 | Güz Yangını                   | Ceylan               | Série de TV   |
| 2006 | Sıla                          | Sıla                 | Série de TV   |
| 2006 | Filho Osmanlı Yandım Ali      | Defne                | Filme         |
| 2006 | Karanlıkta Makyaj             | Cansu                | Filme         |
| 2006 | Kabuslar Evi: Takip           | Köylü Esma           | Filme para TV |
| 2009 | Acı Aşk                       | Oya                  | Filme         |
| 2009 | Yahşi Batı                    | Mary Lou             | Filme         |
| 2009 | Altin Kızlar                  | Convidado Estrelando | Série de TV   |
| 2009 | Totally Spies: Casus Kızlar   | Alex - Mandy         | Dublagem      |
| 2009 | Ezel                          | Eyşan Atay           | Série de TV   |
| 2011 | El Yazısı                     | Zeynep               | Filme         |
| 2011 | Behzat Ç. Seni Kalbime Gömdüm | Songul               | Filme         |
| 2012 | Muhteşem Yüzyıl               | Firuze (Hümeyra)     | Série de TV   |
| 2016 | Anne                          | Zeynep Güneş         | Série de TV   |
| 2018 | Sahsiyet                      | Nevra Elmas          | Série online  |